# وستفورد (ماساچوست)
وستفورد، ماساچوست
وستفورد (به انگلیسی: Westford) شهرکی در شهرستان میدلسکس ایالت ماساچوست می‌باشد که در سال ۱۷۲۹ بنیان‌گذاری شده‌است. این شهرک در سرشماری سال ۲۰۱۰ میلادی، ۲۱٬۹۵۱ نفر جمعیت داشته‌است.